# Plaza 66

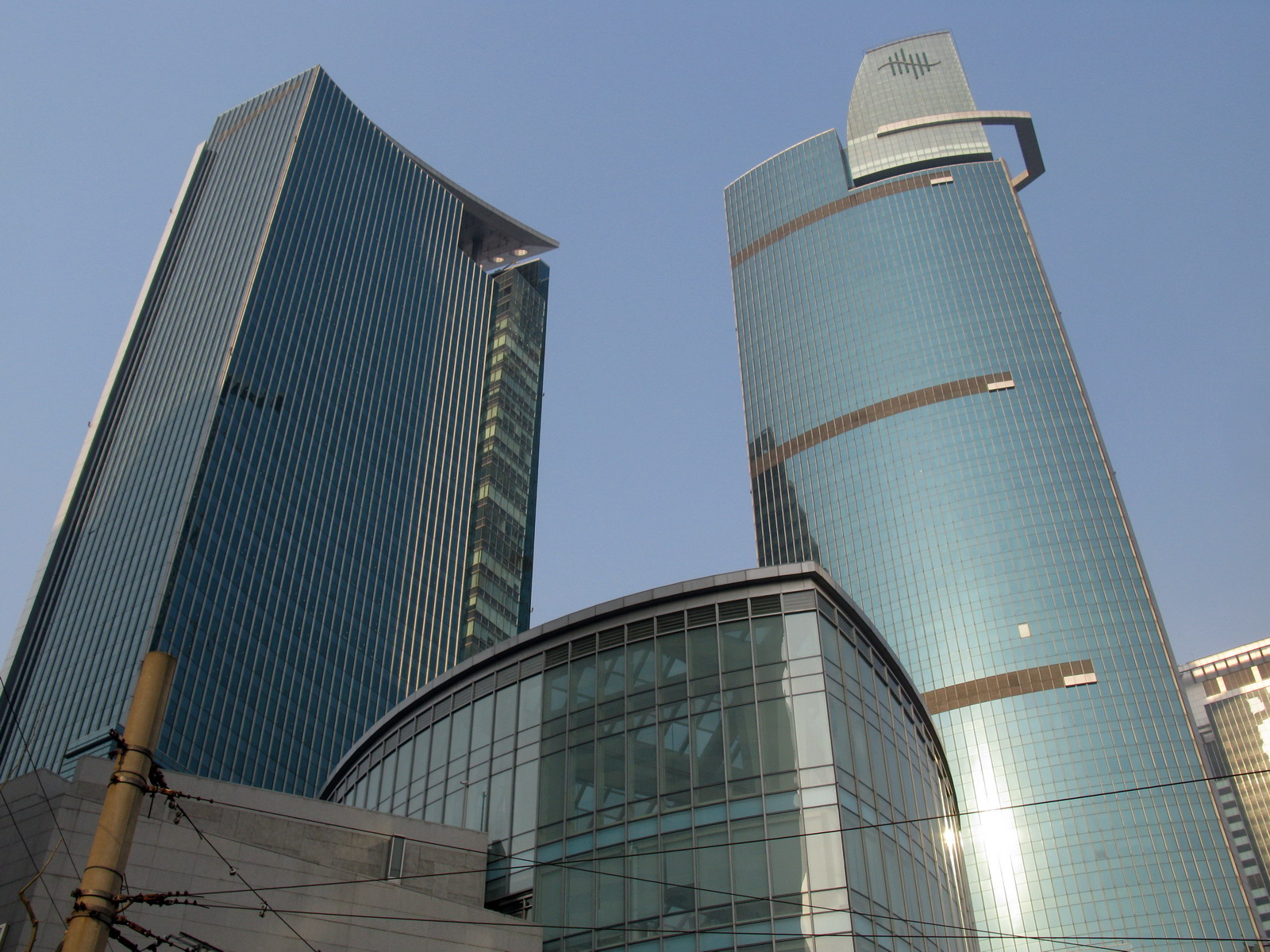
O Plaza66 em 2008.

Plaza 66 é um dos arranha-céus mais altos do mundo, com 288 metros (945 ft). Edificado na cidade de Xangai, China, foi concluído em 2001 com 66 andares.